# 114 14

Polisens heraldiska vapen.

114 14 är det nationella telefonnumret för att kontakta Polismyndigheten i Sverige.
I nödsituation eller vid pågående brott ska 112 istället användas.

## Funktion
Numret skall användas för situationer som inte är akuta, till exempel polisanmälan, lämna tips eller få upplysningar om passfrågor, tillståndsfrågor, adresser och öppettider. Numret används också för att komma i kontakt med växeln eller en anställd vid polisen. 114 14 kom till för att man enklare ska kunna kontakta polisen oavsett var man är utan att behöva belasta larmnumret 112 eller hålla reda på den lokala polisstationens telefonnummer. 114 14 som telefonnummer infördes i januari 2005. Polisens gamla telefonnummer upphörde att fungera från och med 29 februari 2008.
Den som ringer 114 14 kommer till ett röststyrt talsvar. Den som inte kan göra något val avvaktar svar från telefonist. Den som befinner sig utomlands och önskar komma i kontakt med polisen i Sverige ringer +46 77 114 14 00.